# Absence (droit civil québécois)
Pour les articles homonymes, voir Absence.
En droit civil québécois, le régime de l'absence est prévu par les articles 84 à 91 du Code civil du Québec. L'absence pendant sept ans permet d'obtenir un jugement déclaratif de décès.

## Définition de la notion d'absent
L'art. 84 C.c.Q. définit la notion d'absent comme étant « celui qui, alors qu’il avait son domicile au Québec, a cessé d’y paraître sans donner de nouvelles, et sans que l’on sache s’il vit encore ».
L'absent est présumé vivant jusqu'à ce que le délai de sept ans se soit écoulé (art. 85 C.c.Q.), à moins que le décès ne soit prouvé avant cette date (art. 92, al. 2 C.c.Q.). Pour prouver le décès, il faut des motifs graves, précis et concordants (art. 2849 C.c.Q.), comme l'explique la juge dans l'affaire Paolo Renda.

## Tuteur à l'absent
Un tuteur peut être nommé à l'absent (art. 86 C.c.Q.). Tout intéressé peut demander l'ouverture de la tutelle à l'absent (art. 87 C.c.Q.). Le tribunal va fixer les sommes à affecter aux charges du mariage et à l'entretien de la famille ou au paiement des obligations alimentaires (art. 88 C.c.Q.). D'après l'art. 89 C.c.Q., l’époux ou le conjoint uni civilement ou le tuteur de l’absent peut, après un an d’absence, demander au tribunal de déclarer que les droits patrimoniaux des conjoints sont susceptibles de liquidation.
L'art. 90 C.c.Q. dispose que la tutelle à l’absent se termine par son retour, par la désignation qu’il fait d’un administrateur de ses biens, par le jugement déclaratif de décès ou par le décès prouvé de l’absent. L'art. 91. C.c.Q. prévoit qu'en cas de force majeure, on peut aussi nommer, comme à l’absent, un tuteur à la personne empêchée de paraître à son domicile et qui ne peut désigner un administrateur de ses biens.

## Arrêt de principe
En 2019, la Cour suprême du Canada a rendu un arrêt de principe concernant le régime de l'absence et le jugement déclaratif de décès, dans l'affaire Threlfall c. Carleton University. Ce jugement affirme que le moment de cessation des versements d'un régime de retraite est la date du décès réel et non pas la date du jugement déclaratif de décès.